# George P. Hays

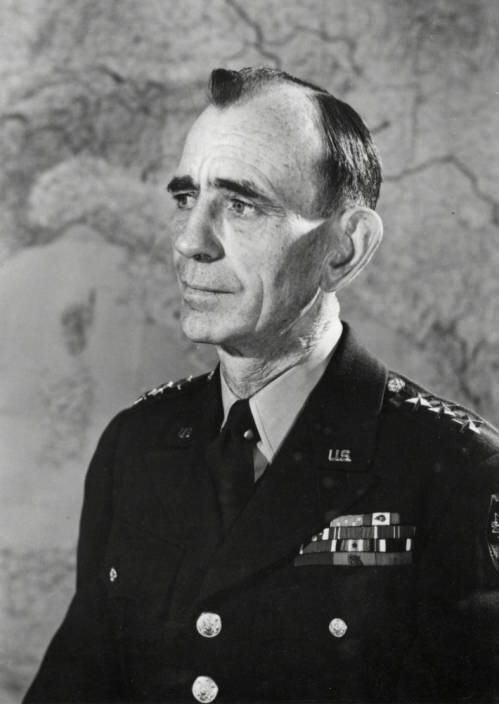
George P. Hayes

George Price Hays (* 27. September 1892 in Chefoo, Shandong, China; † 7. August 1978 in Pinehurst, Moore County, North Carolina) war ein Generalleutnant der United States Army. Er kommandierte unter anderem die 6. Armee.
George Hays war der Sohn von George Smith Hays (1861–1943) und dessen Frau Fanny Culbertson Corbett (1866–1955). Die Eltern waren zum Zeitpunkt seiner Geburt in China für die Presbyterianische Kirche missionarisch tätig. Aufgewachsen ist George in El Reno im späteren Bundesstaat Oklahoma. Er studierte am Oklahoma A&M College, einer Vorläuferinstitution der späteren University of Oklahoma.
Nach dem Eintritt der Vereinigten Staaten in den Ersten Weltkrieg gelangte George Hays in das Offizierskorps der Heeres, wo er als Leutnant der Feldartillerie zugewiesen wurde. In der Armee durchlief er anschließend alle Offiziersränge bis zum Dreisterne-General. Im Sommer 1918 war er in Frankreich mit einem Artillerieregiment im Kriegseinsatz. Dabei nahm er an der Zweiten Marne-Schlacht teil. Im Verlauf dieser Schlacht zeichnete er sich durch besondere Tapferkeit aus, wofür er später einen der höchsten amerikanischen Orden, die Medal of Honor, erhielt. Bei dieser Schlacht wurde er verwundet.
Nach dem Krieg gehörte Hays den amerikanischen Besatzungstruppen in Deutschland an. Im weiteren Verlauf der 1920er und 1930er Jahre stieg er kontinuierlich innerhalb der Offiziersränge auf bis er im Dezember 1941 den Rang eines Obersten erreichte. Er war an verschiedenen Standorten bei unterschiedlichen Einheiten stationiert und versah verschiedene Kommandostellen sowie Stabsoffiziersaufgaben. Von 1932 bis 1934 leitete er das Command and General Staff College in Fort Leavenworth.
In den Jahren 1940 bis 1941 kommandierte er die 99. Feldartillerie. Anschließend war er bis Mitte 1942 Stabsoffizier (Assistant Commanding General) bei der 85. Infanteriedivision. Inzwischen waren die Vereinigten Staaten nach dem japanischen Angriff auf Pearl Harbor am Zweiten Weltkrieg beteiligt. Von August 1942 bis November 1944 kommandierte George Hays als Brigadegeneral die Artillerie der 2. Infanteriedivision. Dabei nahm er an der Schlacht um Monte Cassino Anfang 1944 und an der Operation Neptune im Rahmen der Landung der Alliierten in der Normandie teil.
Im November 1944 übernahm Hays das Kommando über die 10. Gebirgsdivision, die damals gerade nach Italien verlegt worden war. Er trat die Nachfolge von Lloyd E. Jones an, der diese Einheit in den Vereinigten Staaten auf den Kriegseinsatz vorbereitet hatte. Hays behielt dieses Kommando bis zum November 1945 und damit bis über das Ende des Krieges hinaus. Seit dem 3. Januar 1945 bekleidete er den Rang eines Generalmajors.
Nachdem seine 10. Gebirgsdivision im November 1945 vorübergehend aufgelöst wurde, erhielt Hays das Kommando über die 4. Infanteriedivision, das er zwischen November 1945 und März 1946 bekleidete. Anschließend wurde auch diese Einheit für einige Monate demobilisiert. Nach dem Ende seines Kommandos über die 4. Infanteriedivision wurde Hays zur 6. Armee versetzt, zunächst als deren stellvertretender Kommandeur. Nach dem Tod des Kommandeurs Joseph Stilwell am 12. Oktober 1946 übernahm Hays kommissarisch das Kommando über diese Armee, das er am 19. Juni 1947 an Mark W. Clark übergab.
Im September 1947 wurde George Hays stellvertretender Militärgouverneur in der amerikanischen Besatzungszone in Deutschland. Von 1949 bis 1952 war er stellvertretender amerikanischer Hochkommissar für Deutschland. Sein letztes Kommando bekleidete er von April 1952 bis April 1953 als Kommandeur der amerikanischen Truppen in Österreich. Anschließend ging er im Rang eines Generalleutnants in den Ruhestand.
Der mit Gladys Stepto (1895–1995) verheiratete Offizier verstarb am 7. August 1978 und wurde auf dem Nationalfriedhof Arlington beigesetzt.

## Orden und Auszeichnungen
George Hays erhielt im Lauf seiner militärischen Laufbahn unter anderem folgende Auszeichnungen:
- Medal of Honor
- Army Distinguished Service Medal
- Silver Star (2-Mal)
- Legion of Merit
- Bronze Star Medal